# Нарочанские озёра
Нарочанские озёра (бел. Нарачанскія азёры) — группа озёр на северо-западе Мядельского района Минской области, включающая в себя крупнейший водоём Белоруссии Нарочь, а также Мястро, Баторино и Бледное.
Общая площадь озёр достигает 100 км², водосбора — 279 км². Расположена группа в Нарочано-Вилейской низменности. Озеро Мястро с Нарочью соединено протокой Скема, а с Баторино — рекой Дробня. Из Нарочи вытекает одноимённая река, приток Вилии. Озеро Бледное бессточно.
Свой современный вид озёра получили при отступлении ледника.
Озёра и окружающая территория входят в национальный парк «Нарочанский», образованный в 1999 году.

## Галерея

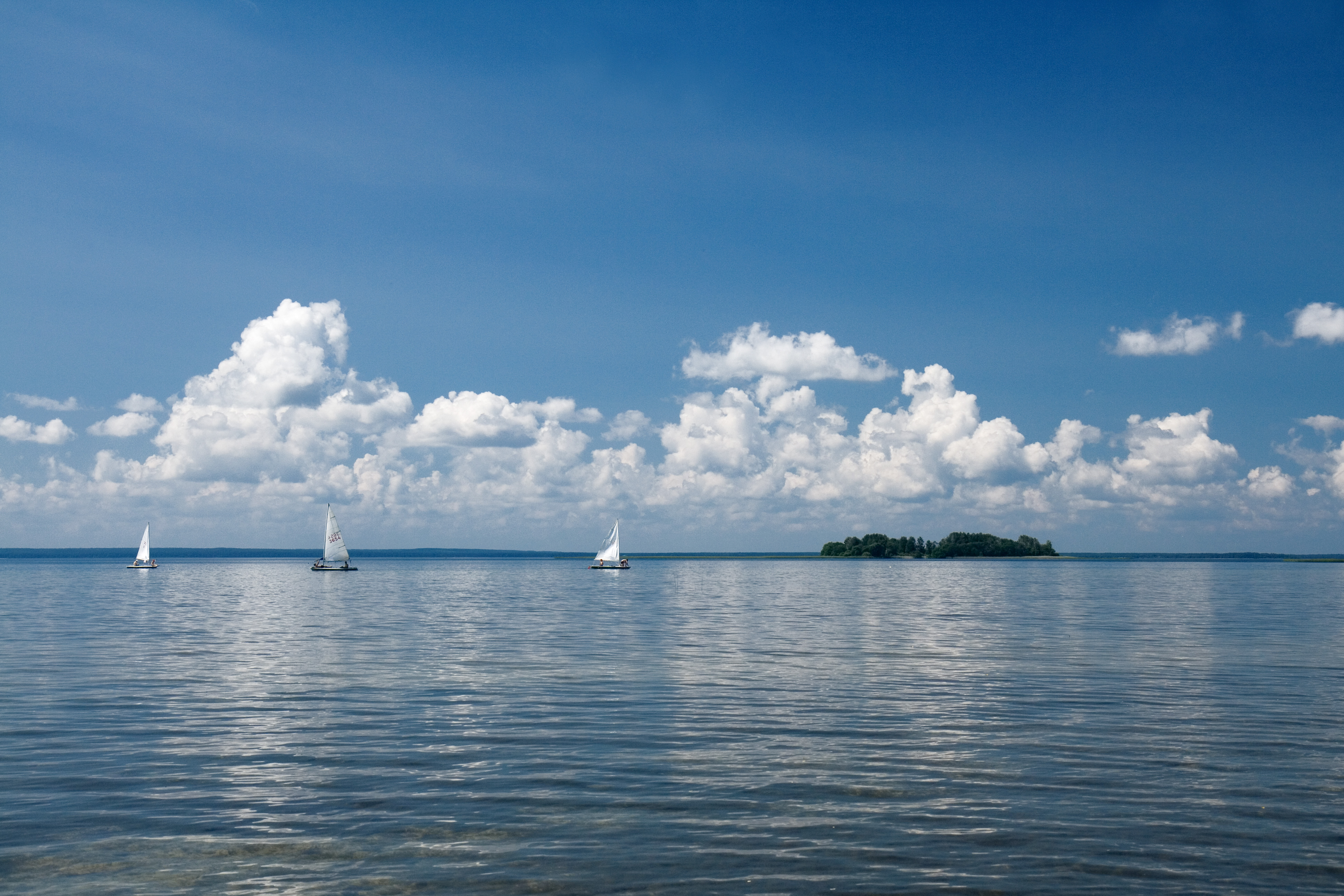
Нарочь
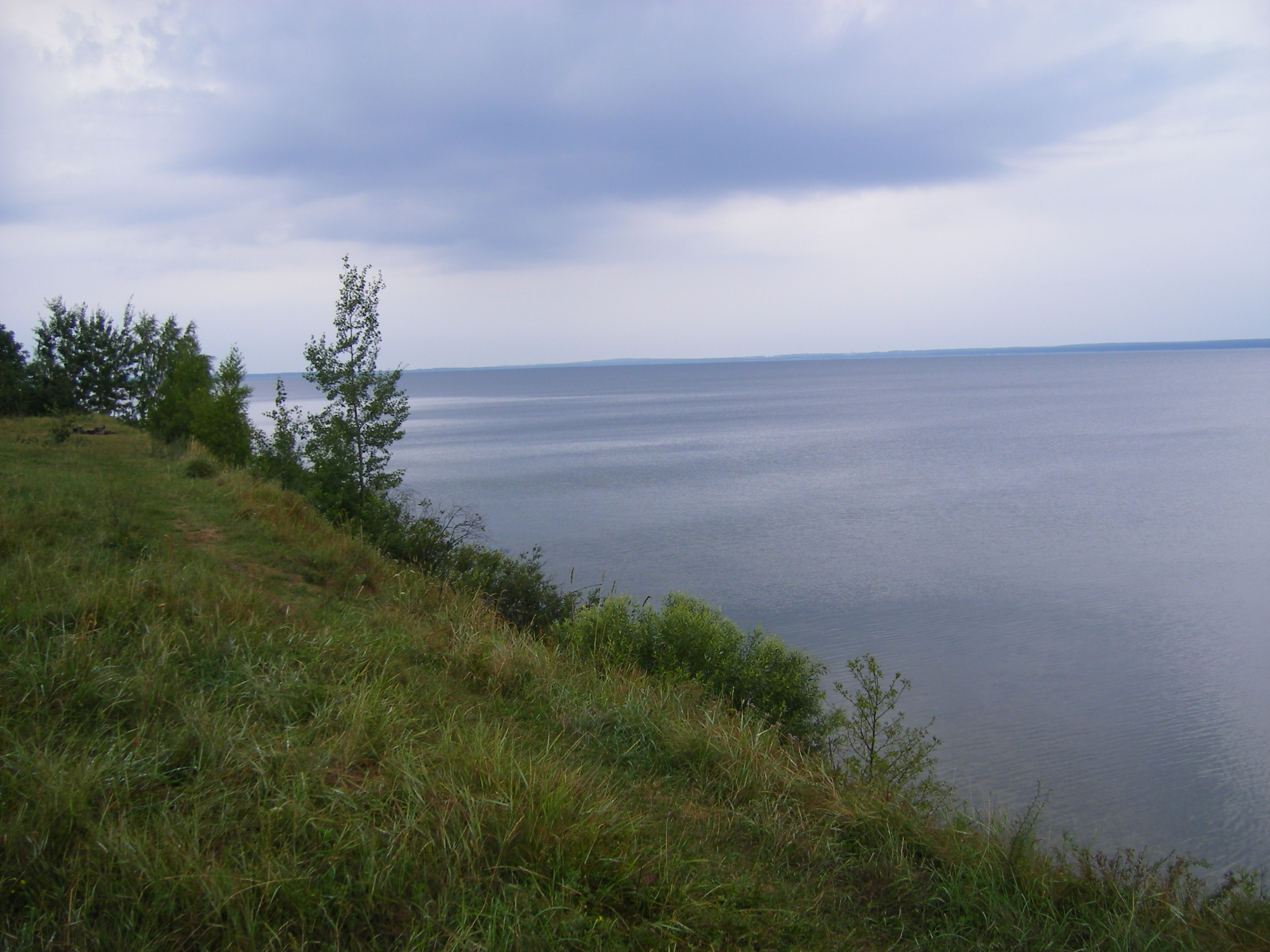
Нарочь
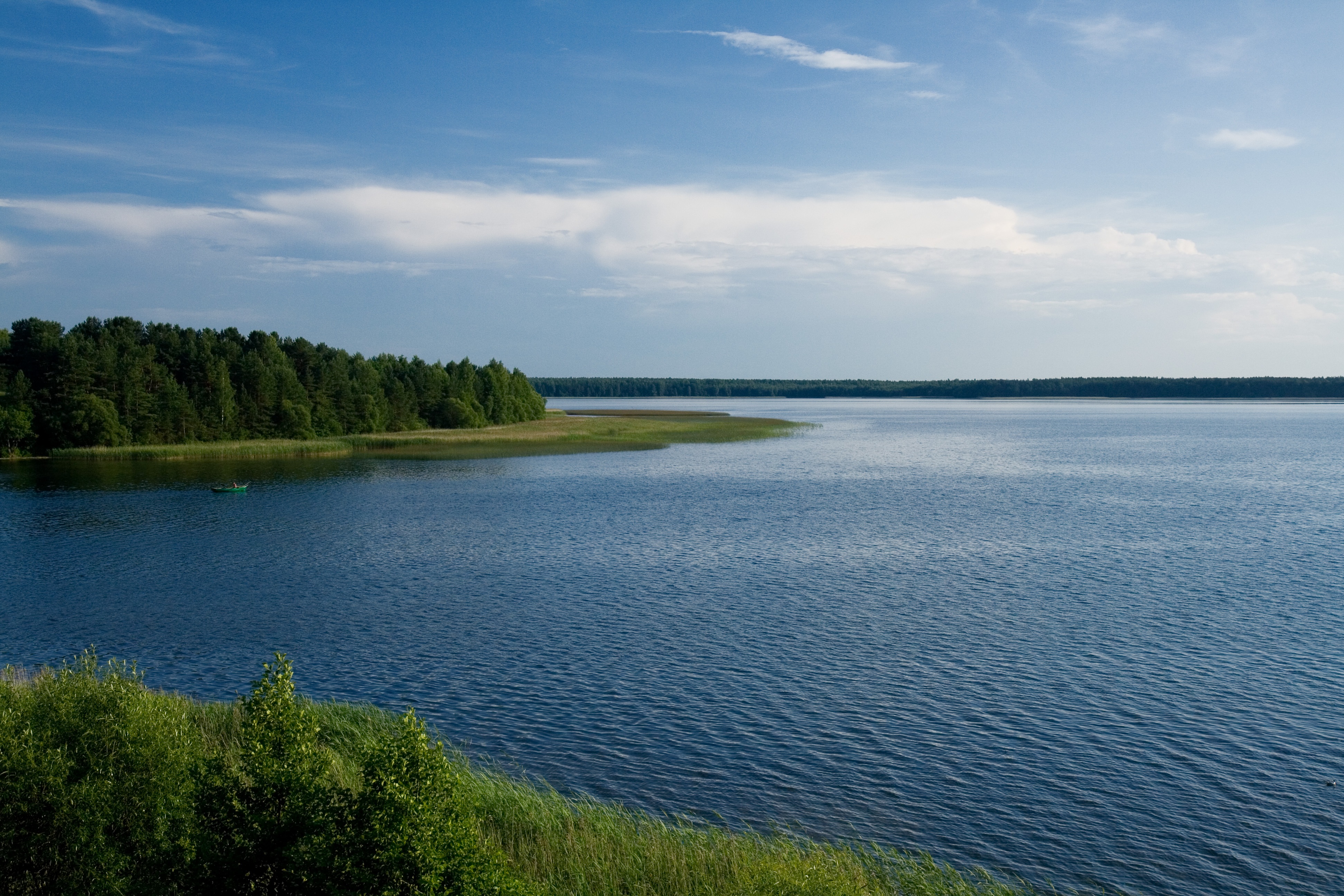
Мястро
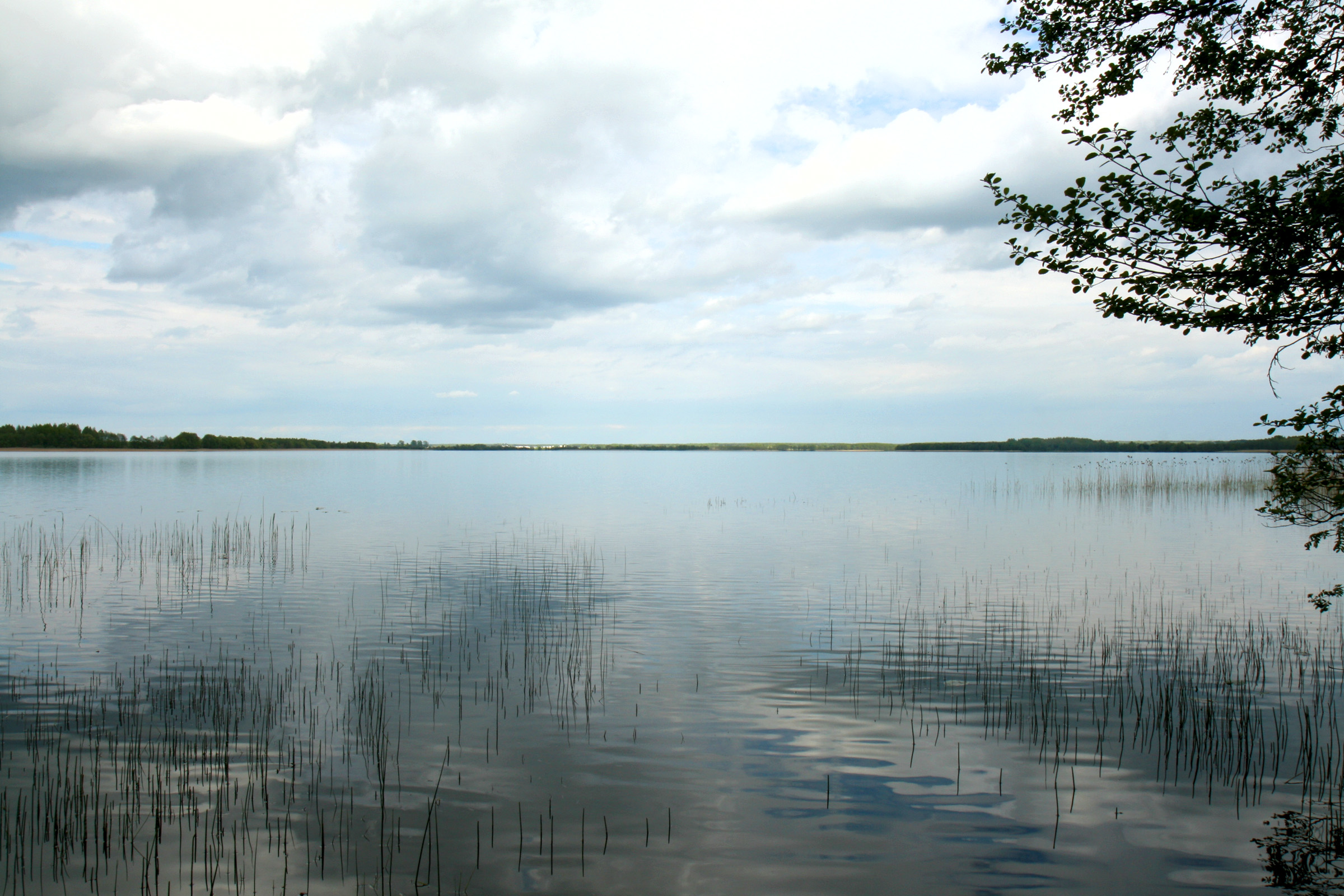
Баторино
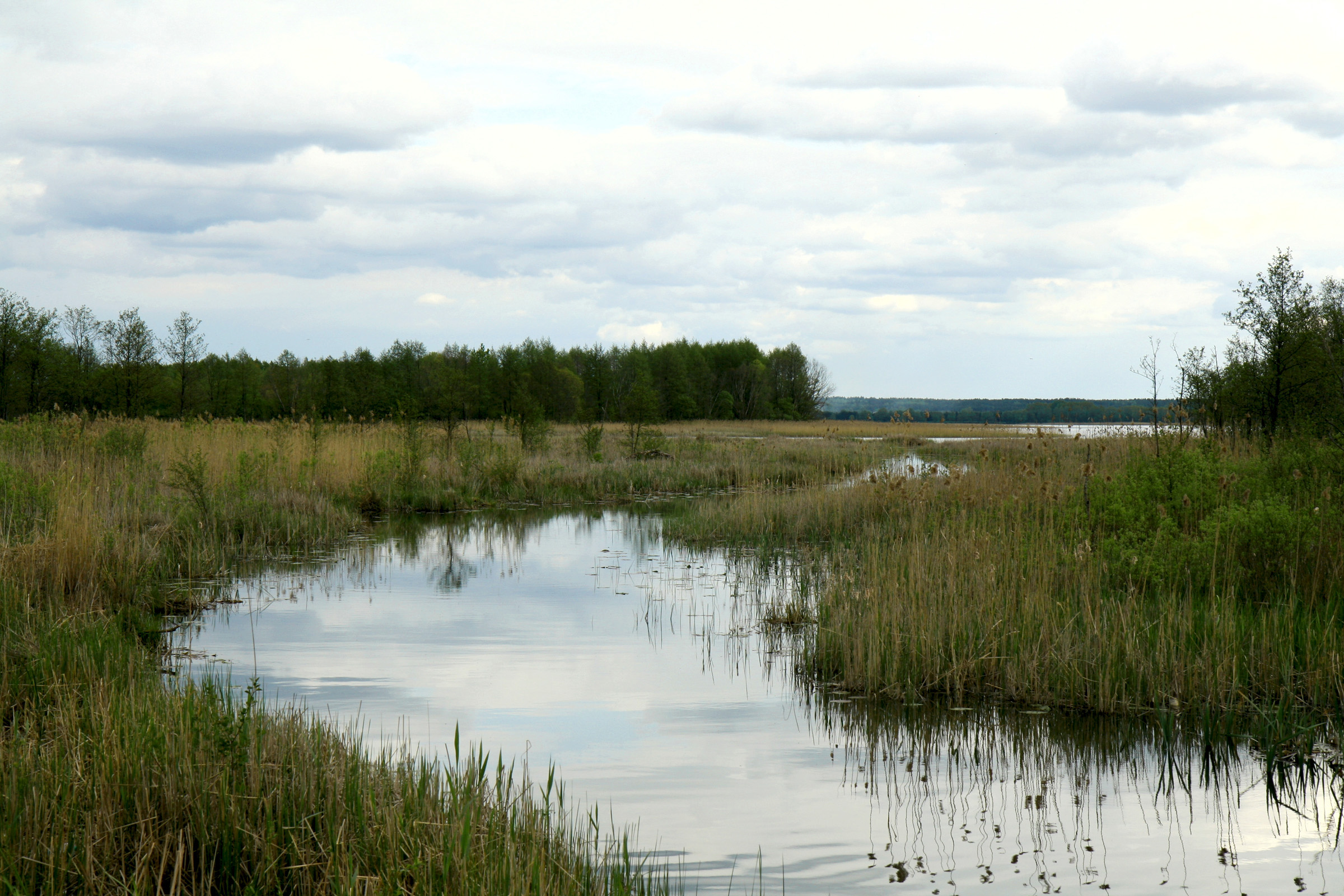
Река Дробня